# The Scholar
Pour plus de détails, voir Fiche technique et Distribution.
The Scholar est un film muet américain réalisé par Arvid E. Gillstrom et sorti en 1918.

## Fiche technique
- Titre : The Scholar
- Réalisation : Arvid E. Gillstrom
- Scénario :
- Photographie : Herman Obrock Jr.
- Montage :
- Producteur : Louis Burstein
- Société de production : King Bee Studios
- Pays d'origine :  États-Unis
- Langue : intertitres en anglais
- Format : Noir et blanc — 35 mm — 1,33:1 — Son : Muet
- Genre : Comédie
- Durée : 20 minutes
- Dates de sortie :
  -  États-Unis : 15 mars 1918

## Distribution
- Billy West : un étudiant
- Oliver Hardy :
- Ethel Marie Burton : La professeur
- Leatrice Joy
- Leo White
- Joe Bordeaux
- Edgar Kennedy
- Blanche Payson